# Aschmjany
Aschmjany (belarussisch Ашмяны Ašmiany, russisch Ошмяны Oschmjany, litauisch Ašmena, polnisch Oszmiana) ist eine Stadt im Nordwesten von Belarus, in der Hrodsenskaja Woblasz, Hauptstadt des Rajons Aschmjany. Die Stadt liegt 133 Kilometer von Minsk und 52 Kilometer von der litauischen Hauptstadt Vilnius entfernt.

## Wappen
Beschreibung: Das Wappen ist in Rot und Blau gespalten und unten ist eine silberne niedrige Spitze eingeschoben. Vorn hält eine aus dem Schildrand ragende natürliche Hand eine goldene Balkenwaage; hinten ein goldener Brustharnisch nach rechts gedreht und in der Spitze ein roter Stier.

## Geschichte
Die erste Erwähnung von Ashmyany (in den Litauischen Chroniken) erzählt, dass Jaunutis die Stadt nach dem Tod des Gediminas (1341) erbte. 1384 wurde Aschmjany von den Rittern des Deutschen Ordens, die gegen Władysław II. Jagiełło zu Felde zogen, zerstört, bald darauf jedoch wieder aufgebaut. Eine weitere Attacke der Ordensritter auf die Stadt im Jahre 1402 konnte abgewehrt werden, sodass sich die Angreifer vorerst nach Medininkai zurückziehen mussten.

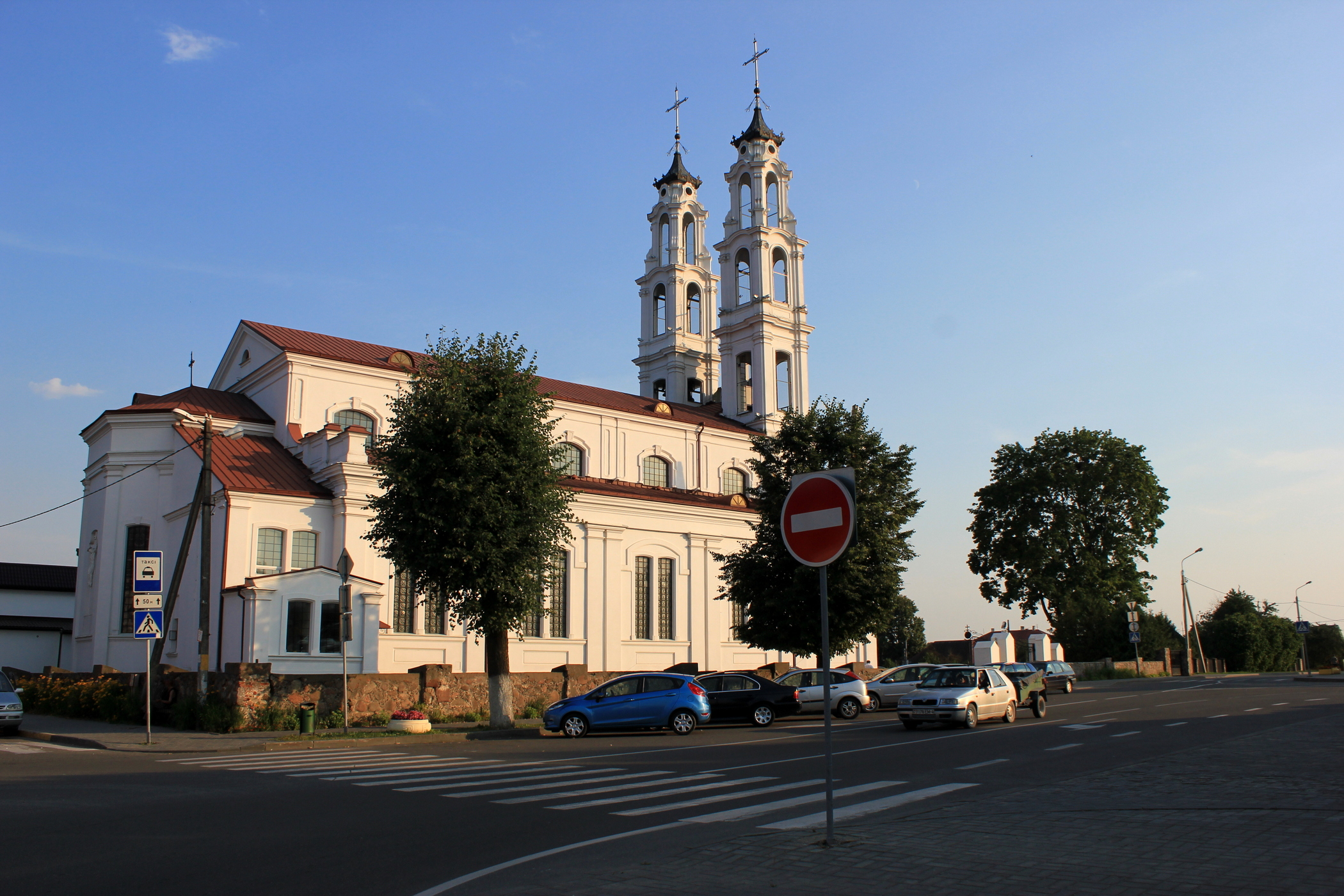
Katholische Kirche in Aschmjany

Bis zum Jahre 1413 entwickelte sich Aschmjany zu einem der wichtigsten Handels- und Wirtschaftszentren der Woiwodschaft Wilna. Aufgrund ihrer wirtschaftlichen Bedeutung wurde die Stadt zu einem Brennpunkt der Auseinandersetzungen zwischen Žygimantas Kęstutaitis und Švitrigaila, der mit dem Deutschen Orden im Bunde stand. Nach dem Sieg Kęstutaitis wurde Aschmjany dem Privatbesitz der Großherzöge von Litauen zugeschlagen und begann sich schnell fortzuentwickeln. Diese Phase fand jedoch 1519 ihr Ende als Aschmjany von Truppen des Großfürstentums Moskau bis auf die Grundmauern niedergebrannt wurde. Von der neuerlichen Zerstörung erholte sich die Stadt weit langsamer als von der ersten Zerstörung. Daher wurden der Stadt 1537 einige Privilegien zugestanden, die den Wiederaufbau vorantreiben sollten. 1566 gab sich Aschmjany eine Stadtverfassung nach dem Magdeburger Recht, die schließlich 1683 zusammen mit einigen Vorrechten für die in der Stadt ansässigen Händler und Bürger von Johann III. Sobieski offiziell bestätigt wurde. Im 16. Jahrhundert galt Aschmjany als das wichtigste Zentrum des Calvinismus in Polen-Litauen. Zurückzuführen war dies auf Mikołaj Radziwiłł, der in Aschmjany ein calvinistisches Kollegium samt Kirche gegründet hatte.

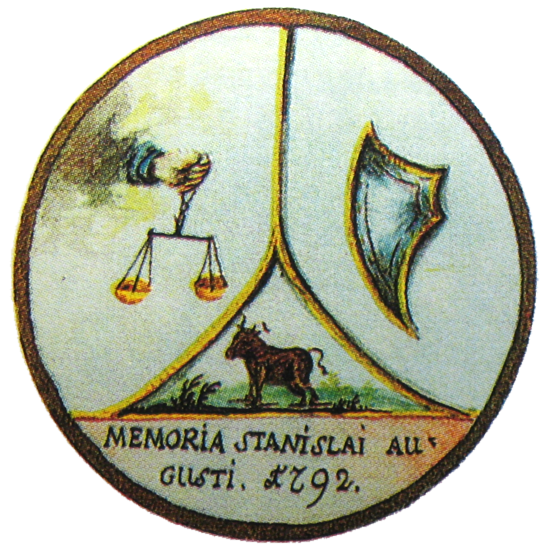
Wappen Aschmjanys im Jahr 1792

Im Jahr 1792 bestätigte König Stanisław August Poniatowski alle bereits bestehenden Privilegien der Stadt und verlieh ihr zudem den Status einer freien Stadt, die nur dem König und dem Stadtrat unterstand. Zu dieser Zeit erhielt die Stadt auch ihr erstes Wappen, das in drei Felder unterteilt war, die einen Schild, eine Hand mit Waage und das persönliche Wappen des Königs Stanisław August Poniatowski zeigten.

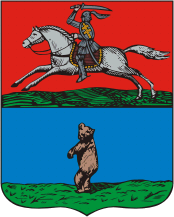
Russisches Wappen der Stadt Oszmiana aus dem Jahr 1845

Als Folge der Polnischen Teilungen wurde Aschmjany 1795 vom Russischen Reich annektiert. Während des Novemberaufstands 1830/31 wurden die Russen kurzfristig aus der Stadt vertrieben, doch wurden die Aufständischen bereits im April 1831 von russischen Truppen zum Rückzug in die Wälder gezwungen. Nach einem kurzen Scharmützel marschierte eine russische Eingreiftruppe mit einer Stärke von 1500 Mann in die Stadt ein und brannte sie nieder. Obwohl Aschmjany anschließend teilweise wiederaufgebaut wurde, erholte sich die Stadt von diesem Schlag nicht mehr. Gegen Ende des 19. Jahrhunderts hatte sie nur noch provinzielle Bedeutung. Bewohnt wurde sie zu dieser Zeit hauptsächlich von jüdischen Immigranten, die aus anderen Teilen Russlands nach Aschmjany gezogen waren und 1912 eine Synagoge in Aschmjany errichteten.
Nach dem Ersten Weltkrieg und dem Polnisch-Sowjetischen Krieg gehörte Aschmjany zu Polen. Im Gefolge des Überfalls auf Polen durch das Dritte Reich wurde die Stadt von der Sowjetunion okkupiert. Nach dem Beginn des Überfalls auf die Sowjetunion wurde Aschmjany von Truppen des Dritten Reichs erobert und bis 1944 gehalten. 1945 wurde die Stadt von der Sowjetunion annektiert und der Weißrussischen SSR zugeschlagen. Seit 1991 gehört sie zu Belarus.

## Einwohnerentwicklung ab 1897

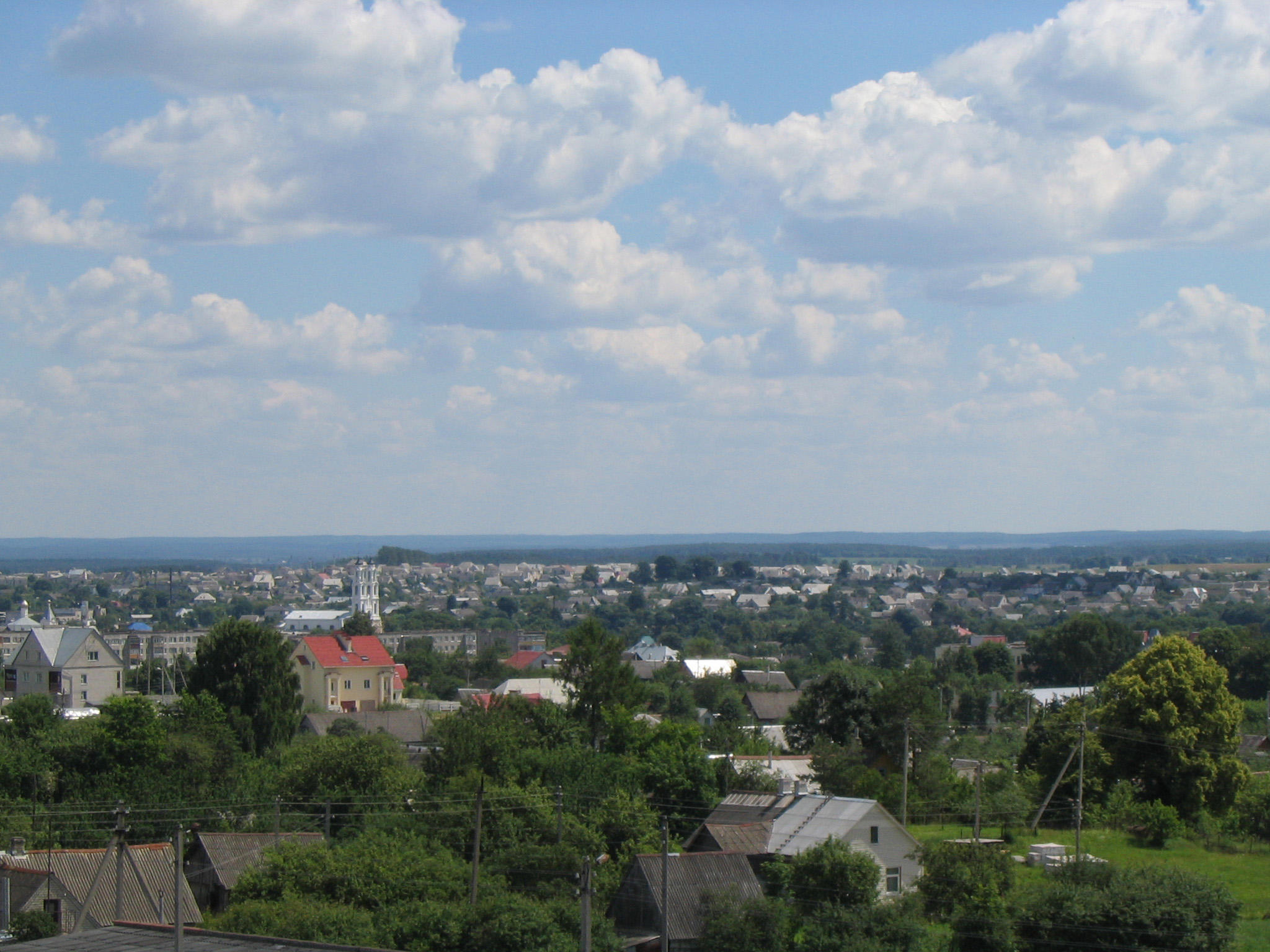
Panorama der Stadt Aschmjany

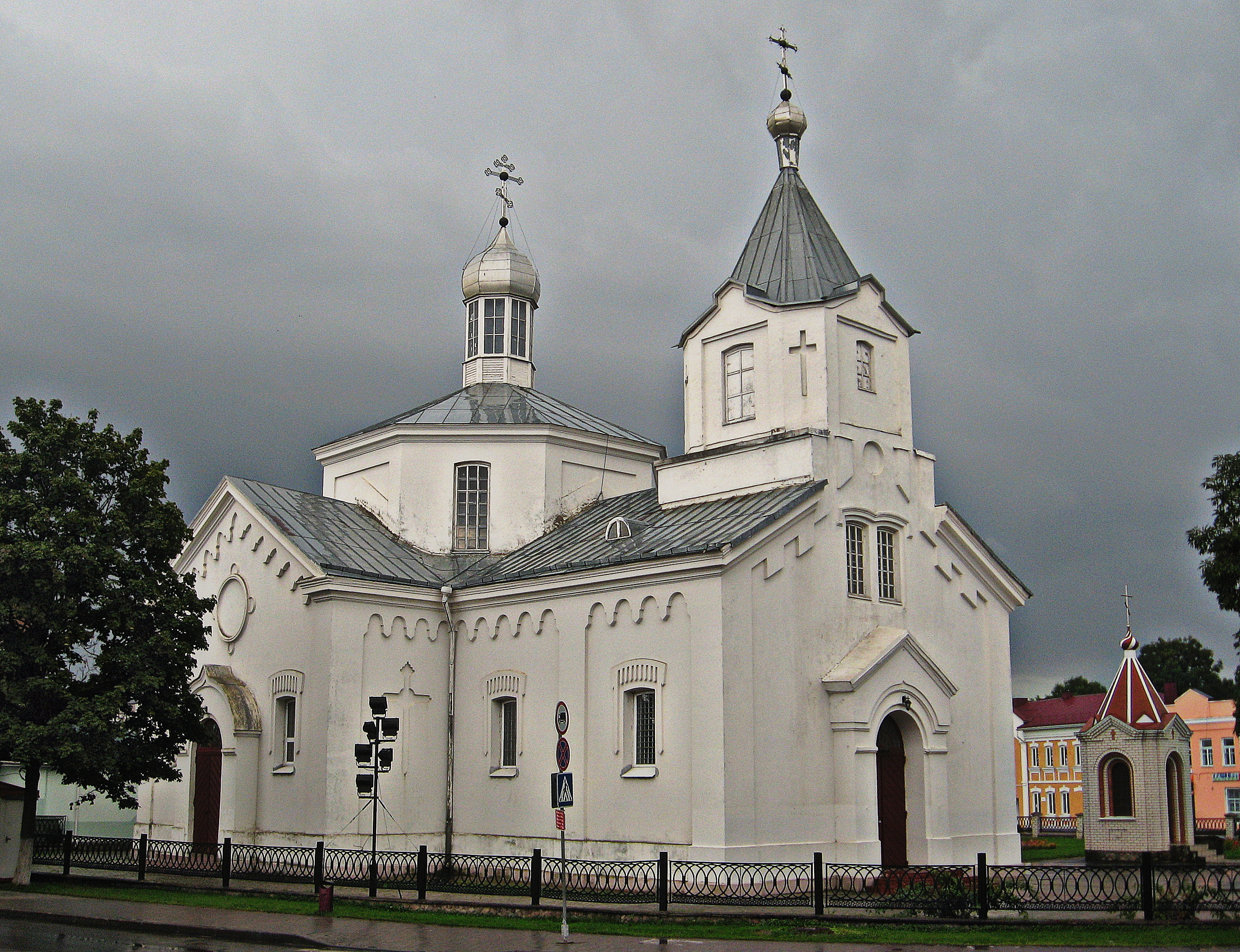
Orthodoxe Auferstehungskirche

Im folgenden Diagramm wird die Bevölkerungsentwicklung von Aschmjany dargestellt:

## Markante Gebäude
- Katholische Kirche des Heiligen Erzengels Michael
- Katholische Franziskanerkirche, erbaut 1822
- Synagoge, erbaut 1902
- Orthodoxe Auferstehungskirche, erbaut 1875
- Wassermühle

## Söhne und Töchter der Stadt
- Andrei Barbaschinski (* 1970), Handballspieler
- Franz Klinzewitsch (* 1957), russischer Politiker
- Abba Kovner (1918–1987), jüdischer Partisanenführer im Zweiten Weltkrieg, israelischer Schriftsteller
- Viktor Martinowitsch (* 1977), Schriftsteller